# 尼羅樸麗魚
尼羅樸麗魚，為輻鰭魚綱鱸形目隆頭魚亞目慈鯛科的其中一種，分布於非洲尼羅河上游流域，體長可達7.5公分，棲息在中底層水域，生活習性不明。

## 擴展閱讀
維基物種上的相關：尼羅樸麗魚